# Nannobrachium regale
Nannobrachium regale és una espècie de peix de la família dels mictòfids i de l'ordre dels mictofiformes.

## Morfologia
- Els mascles poden assolir 18,3 cm de longitud total.
- Nombre de vèrtebres: 36-38.[4][5]

## Reproducció
És ovípar amb larves i ous planctònics.

## Alimentació
Menja eufausiacis.

## Hàbitat
És un peix marí i d'aigües profundes que viu entre 0-3.400 m de fondària.

## Distribució geogràfica
Es troba al Pacífic nord: des del Mar de Bering fins a Hokkaido (Japó), i des del Golf d'Alaska fins a Bahía Magdalena (Península de Baixa Califòrnia).